# The Rising (singel)
The Rising – singel amerykańskiej grupy muzycznej Trivium.

## Lista utworów
1. "The Rising"  – 3:45

## Twórcy
- Matt Heafy – śpiew, gitara
- Travis Smith – perkusja
- Corey Beaulieu – gitara
- Paolo Gregoletto – gitara basowa
- Jason Suecof – produkcja
- Colin Richardson – miksowanie